# Nicolas Ier Mystikos
Pour les articles homonymes, voir Nicolas Ier.
Nicolas Ier Mystikos ou Mysticus ou le Mystique (en grec Νικόλαος Α΄ Μυστικός, Nikolaos I Mystikos), né en 852, mort le 15 mai 925, fut patriarche de Constantinople du 1er mars 901 au 1er février 907, puis du 15 mai 912 à sa mort en 925.

## Biographie
Nicolas naquit dans la péninsule Italienne et devint ami avec le patriarche Photios. Il tomba en disgrâce après l'exil de Photios en 886 et se retira dans un monastère. L'empereur Léon VI le Sage le rappela de sa retraite et lui conféra le titre de mystikos, une dignité désignant soit le secrétaire impérial, soit un officier de justice, soit le coiffeur de l’empereur, dernière et principale fonction occupée par Nicolas. 
Le 1er mars 901, Nicolas fut nommé patriarche. Cependant, il se brouilla avec Léon VI au sujet du quatrième mariage de ce dernier avec sa maîtresse Zoé Carbonopsina. Bien qu'il acceptât avec réticence de baptiser le fruit de cette union, le futur Constantin Porphyrogénète, Nicolas défendit à l'empereur de pénétrer dans l'église, et pourrait avoir été impliqué dans la révolte d'Andronikos Doukas. Il fut démis de ses fonctions de patriarche le 1er février 907 et remplacé par Euthymios Ier. Exilé dans son propre monastère, Nicolas considéra son renvoi comme injustifié et fit intervenir la papauté dans le débat.
Lorsque le frère de Léon VI, Alexandre, monta sur le trône en mai 912, Nicolas fut rétabli dans ses fonctions de patriarche. La lutte avec les partisans d'Euthymios s'éternisa et ne s'arrêta que lorsque le nouvel empereur Romain Ier Lécapène promulgua le Tomos d'union en 920. Entretemps, Alexandre était décédé en 913 après avoir déclenché une guerre avec le Premier Empire bulgare, et le jeune Constantin VII Porphyrogénète lui succéda sur le trône. Nicolas Mystikos prit la tête de la régence du jeune empereur, et à ce titre, dut faire face à la progression de Siméon Ier de Bulgarie vers Constantinople. Nicolas négocia une entente pacifique, couronna Siméon empereur des Bulgares lors d'un simulacre de cérémonie hors de Constantinople, et arrangea le mariage de la fille de Siméon avec Constantin Porphyrogénète.
Cette concession impopulaire affaiblit sa position, et en mars 914, Zoé Carbonopsina se débarrassa de Nicolas et prit sa place à la tête du conseil de régence. Elle révoqua l'entente avec Siméon, ce qui renouvela les hostilités avec la Bulgarie. Son principal partisan, Léon Phocas, ayant été écrasé par les Bulgares à la bataille d'Anchialos en 917, Zoé perdait du terrain. Minée par d'autres échecs, elle et ses sympathisants furent supplantés en 919 par l'amiral Romain Ier Lécapène, qui maria sa fille Hélène Lécapène à Constantin VII Porphyrogénète et accéda finalement au trône impérial en 920. Le patriarche Nicolas se révéla l'un des principaux partisans du nouvel empereur, et se chargea de reprendre les négociations avec les Bulgares jusqu'à sa mort en 925.
En plus de ses nombreuses lettres à divers notables et dirigeants étrangers (y compris Siméon de Bulgarie), Nicolas Mystikos rédigea une homélie sur le pillage de Thessalonique par les Arabes en 904. Il était doté d'une pensée critique qui allait jusqu'à remettre en question l'autorité des citations tirées de l'Ancien Testament ainsi que la notion selon laquelle les ordres de l'empereur avaient valeur de loi non-écrite.